# Novo Paraná (Luís Eduardo Magalhães)
O Distrito do Novo Paraná é uma subdivisão administrativa do município brasileiro de Luís Eduardo Magalhães, no estado da Bahia. Criado pela Lei Ordinária nº 1.106, de 14 de dezembro de 2023, foi nomeado em homenagem aos imigrantes paranaenses que chegaram na localidade entre as décadas de 70 e 80.
Conforme o censo de 2020, o distrito contava com cerca de 2 mil moradores, mais que o mínimo exigido para criação distrital, previsto no art. 11 do Decreto-Lei n.º 311, de 2 de março de 1938.
O distrito é autônomo possuindo para tanto uma subprefeitura.
Possui uma capela curada em honra a São Paulo Apóstolo, pertencente a Paróquia Nossa Senhora Aparecida.